# Jevhenij Murajev
Jevhenij Volodymyrovyč Murajev (ukrajinsky Євгеній Володимирович Мураєв, * 2. prosince 1976 Zmijiv) je ukrajinský politik a mediální podnikatel.

## Život
Narodil se v malém městě Zmijiv, zhruba 30 km jižně od Charkova. Jeho otec Volodymyr Kuzmyč byl generálním ředitelem společnosti Rapid CJSC. Jeho matka Olha Oleksiivna byla docentkou na katedře chemie Charkovské národní univerzity. Vystudoval fyzikálně-matematické lyceum č. 27 v Charkově. Poté studoval Ekonomickou fakultu Charkovské státní univerzity, obor Finance a úvěr, který v roce 1999 ukončil s vyznamenáním.
Murajev je rozvedený (od roku 2017) a má dva syny – Mychajla (nar. 2007) a Ihora (nar. 2009).

## Politická a mediální kariéra
Murajev byl poslancem Charkovské oblastní rady (dvě volební období) a poslancem ukrajinského parlamentu VII. a VIII. volebního období (člen parlamentního výboru pro daňovou a celní politiku). Je bývalým členem Strany regionů, Opozičního bloku a bývalým předsedou politické rady strany Za život. V září 2018 opustil stranu Za život a (o pět dní později) vytvořil novou politickou stranu Naši. Dne 10. ledna 2019 ho strana zvolila svým kandidátem v ukrajinských prezidentských volbách 2019. Dne 7. března 2019 Murajev z voleb odstoupil ve prospěch Oleksandra Vilkula. Zároveň oznámil, že Vilkulova strana Opoziční blok a strana Naši se brzy spojí. V ukrajinských parlamentních volbách 2019 stál Murajev v čele celostátní kandidátní listiny této strany, která získala 3,23 % hlasů, a nepřekonala tak 5% volební bariéru, čímž se Murajev nedostal do parlamentu.
Je zakladatelem proruského televizního kanálu Naš, který vlastnil jeho otec Volodymyr Murajev. Dříve vlastnil proruský televizní kanál NewsOne, který byl zakázán prezidentským dekretem Volodymyra Zelenského. Tím kanál Naš převzal místo zakázaných proruských televizních kanálů, protože na něm většinou vystupují stejní hosté a jsou prezentována podobná sdělení.
V lednu 2022 obvinila britská vláda Rusko, že se snaží nahradit ukrajinskou vládu vojenskou silou a dosadit na její místo proruskou administrativu, kterou by mohl vést Jevgenij Murajev. Britská ministryně zahraničí Liz Trussová na Twitteru napsala, že Spojené království „nebude tolerovat spiknutí Kremlu s cílem dosadit na Ukrajině proruské vedení“. Murajev jakýkoli takový plán popřel. Rusko obvinění odmítlo jako "dezinformaci". Ruské ministerstvo zahraničí uvedlo, že britské obvinění je „důkazem toho, že jsou to země NATO v čele s Anglosasy, které eskalují napětí kolem Ukrajiny“. Ukrajinský politický analytik Volodymyr Fesenko napsal, že „Murajev při vší své proruskosti není osobou, která by měla ke Kremlu příliš blízko, zejména ve srovnání s Medvedčukem“.

## Názory
Murajev považoval revoluci na Majdanu v únoru 2014 za Západem podporovaný státní převrat. Tvrdil, že anexe Krymu Ruskou federací je světem uznávaná a že je pro ukrajinskou vládu příznivá.
Murajev spekuloval, že se bitvy o Mariupol zúčastnily americké soukromé vojenské společnosti jako Greystone a Blackwater.